# Răzeni, Ialoveni
Răzeni este un sat, centru de comună din raionul Ialoveni, Republica Moldova. Este una dintre cele mai vechi așezări umane din Republica Moldova.

## Așezarea geografică
Este situat la o depărtare de 32 kilometri de Chișinău, nu departe de confluența râului Botna cu afluentul său  Botnișoara. Satul se mărginește cu vechile ocine de pamînturi ale satelor Molești, Cigîrleni, Cărbuna, Gangura, Țipala, Horești. Peste  Botnișoara, spre sud, își aștern covorul verde, păduri seculare, rediuri și poiene - reminiscente ale codrilor Lapușnei de altădată.

### Relief
Satul este înconjurat de culmi de dealuri, movile, piscuri, cu denumiri ce ascund evenimente, fapte și întâmplări din trecutul îndepartat: Berdeiu, Podișu, Capul Dealului, Movila lui Traian, Mamaia. Văi și vâlcele îmbrăzdează câmpurile în toate direcțiile, purtând și ele nume captivante: Ceuca, Sarmiza, Ursoaia, Rastieni, Valea Bursucului, Valea Cânepei, Cercu. Și porțiunile de teren agricol au nume din cele mai alese, semnificative: Răzeșeasca, Sporiu, Prisaca, Fătari, Porusnic, Teiuș.

## Istoric
În decembrie 1818 în localitate este sfințită o biserică cu hramul Sf. Mihail.

## Demografie
Conform ultimelor date statistice ale primăriei, actualmente satul Răzeni este populat de un număr de 7.719 locuitori de mai multe naționalități, dintre care: români - 7.518; ucraineni - 58; ruși - 38; țigani - 23; germani - 10; bieloruși - 5; evrei - 5; bașchiri - 5. 
61% din numărul total al locuitorilor revine femeilor, în număr de 4.321 persoane. În anul 2002 s-au născut 82 de copii, în același timp decedând 79 de persoane de diferite vârste, în majoritate oameni trecuți de 60 ani.
Un numar foarte impunător de aproape o mie de persoane în vârsta de la 22 ani și până la 50 ani sunt plecați în afara țării, în Rusia, Italia, Portugalia, Grecia, Turcia, Franța, România și alte țări.
În localitate există 400 de persoane cu numele de Bivol, 300 cu numele de Beregoi, 200 cu numele Titica și Gurău, 150 - Alii, Cotorobai, Chiosa, Dubița, lovu, Jalba, Mândrescu, Nepotu, Cerbușcă și Sainsus.

## Transport
- Ruta de autobuz - Chișinău - Răzeni – Cigirleni
- Ruta de microbuz - Chișinău - Răzeni. Stațiile din Chișinău sunt: str. Grenoble 1 sau Autogara Centru.

## Galerie de imagini

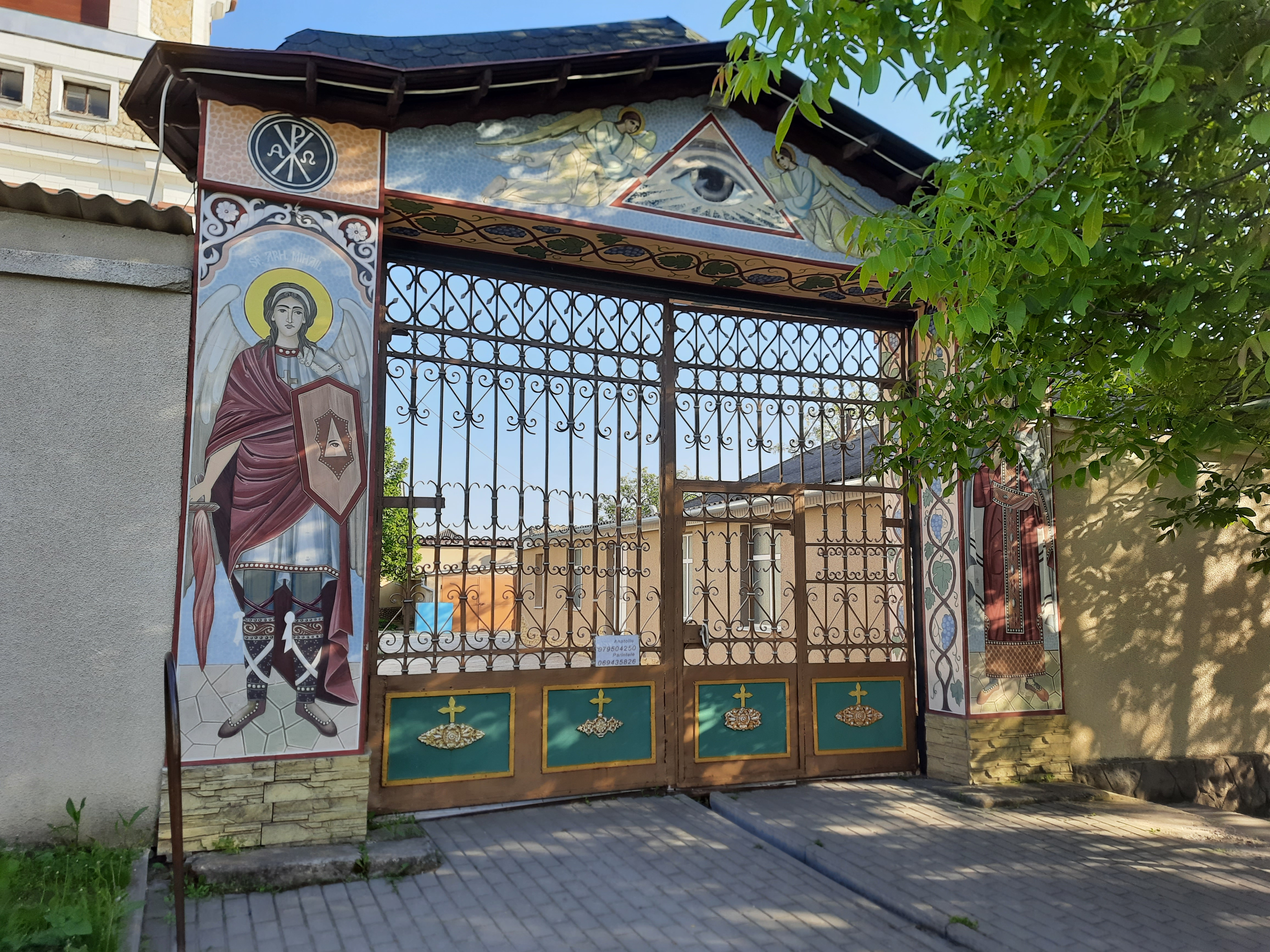
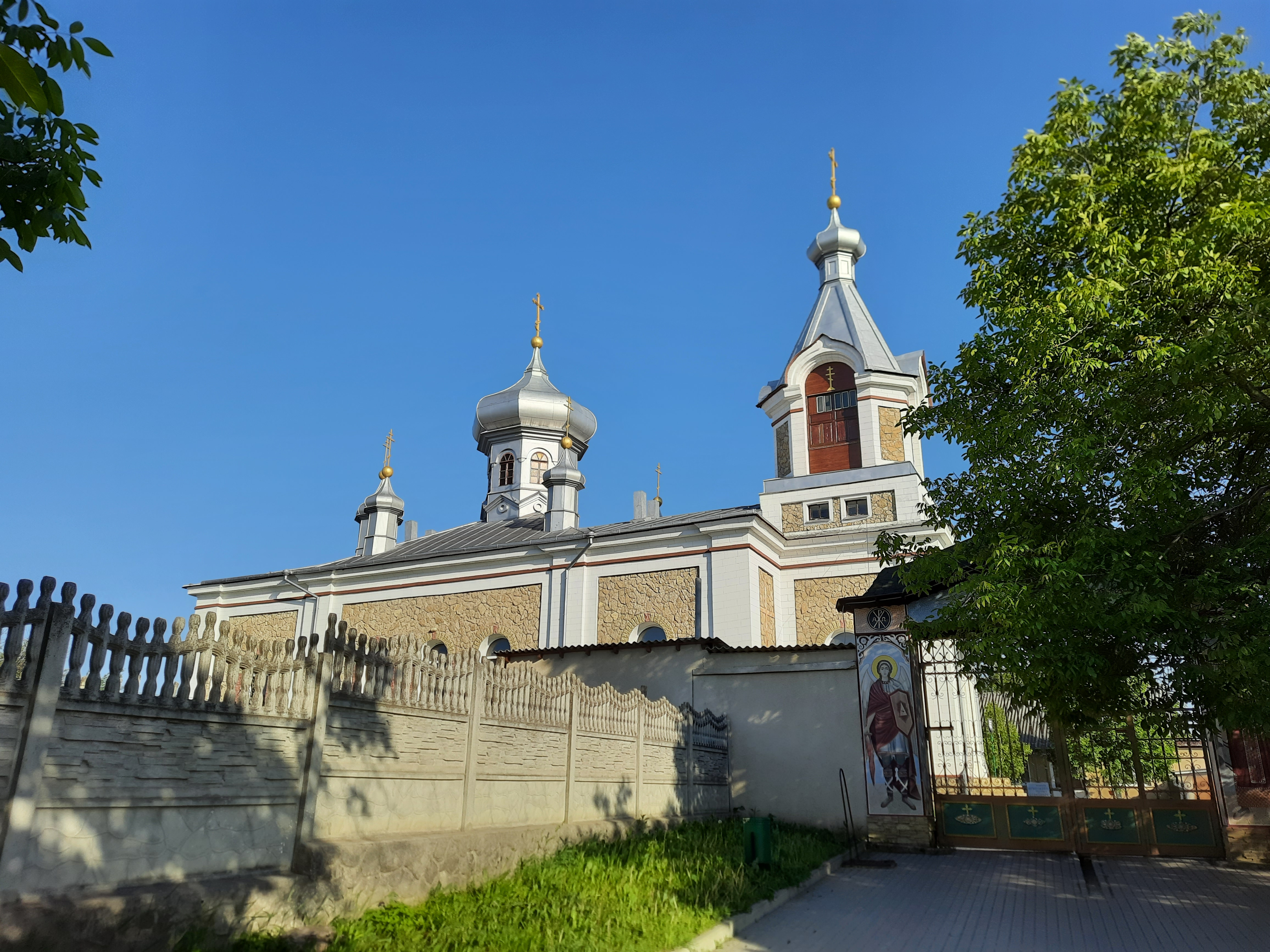
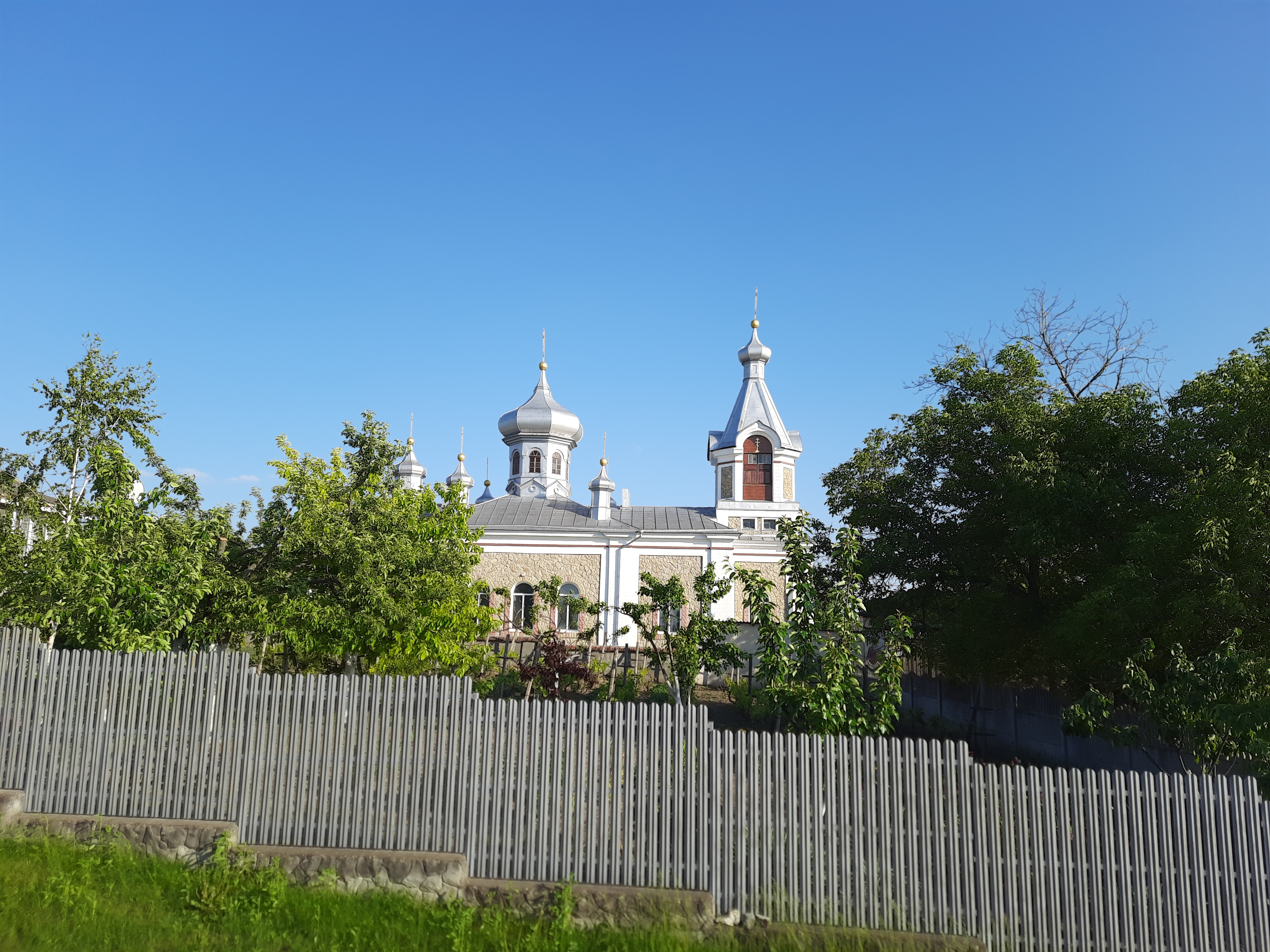
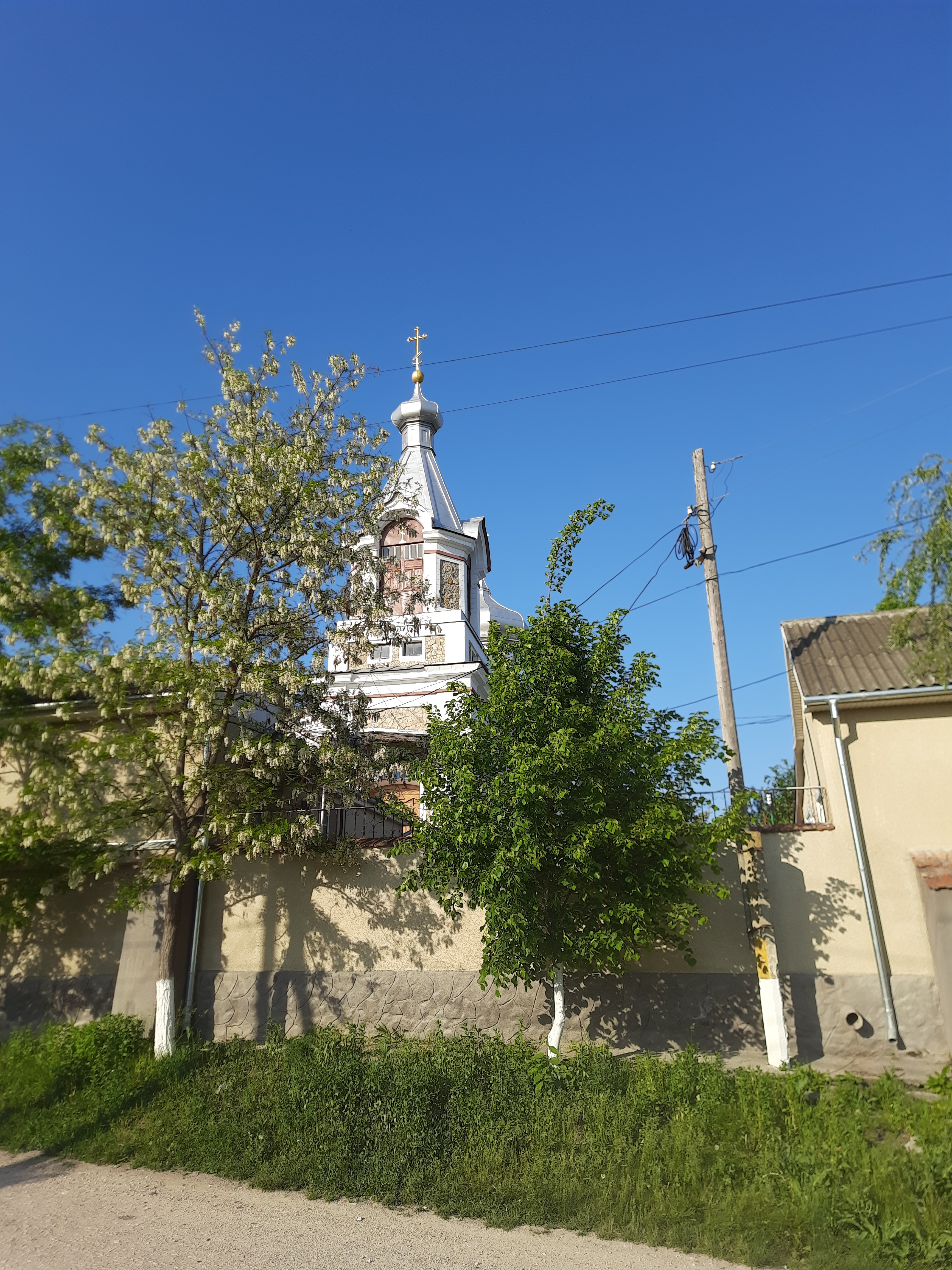

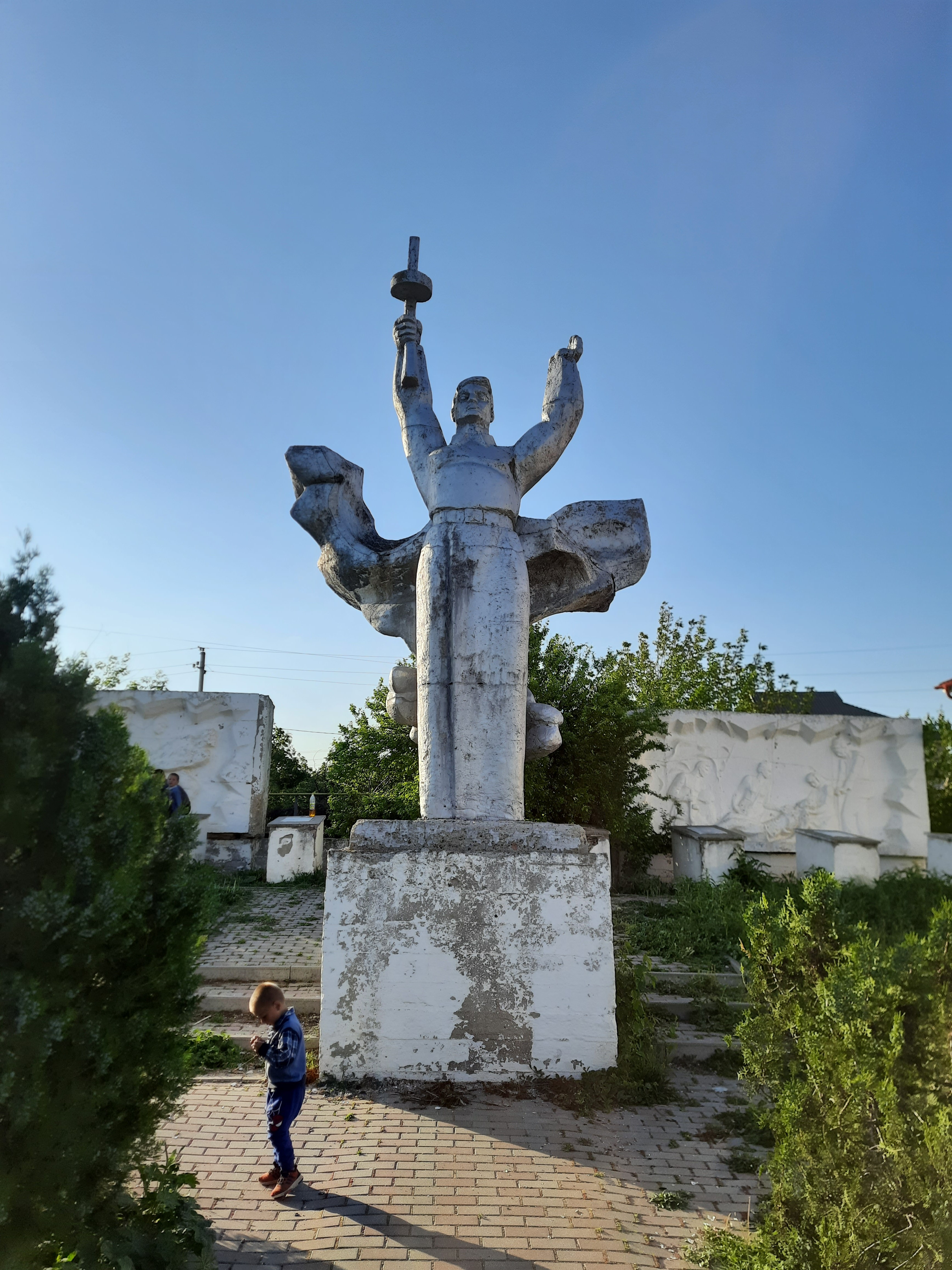
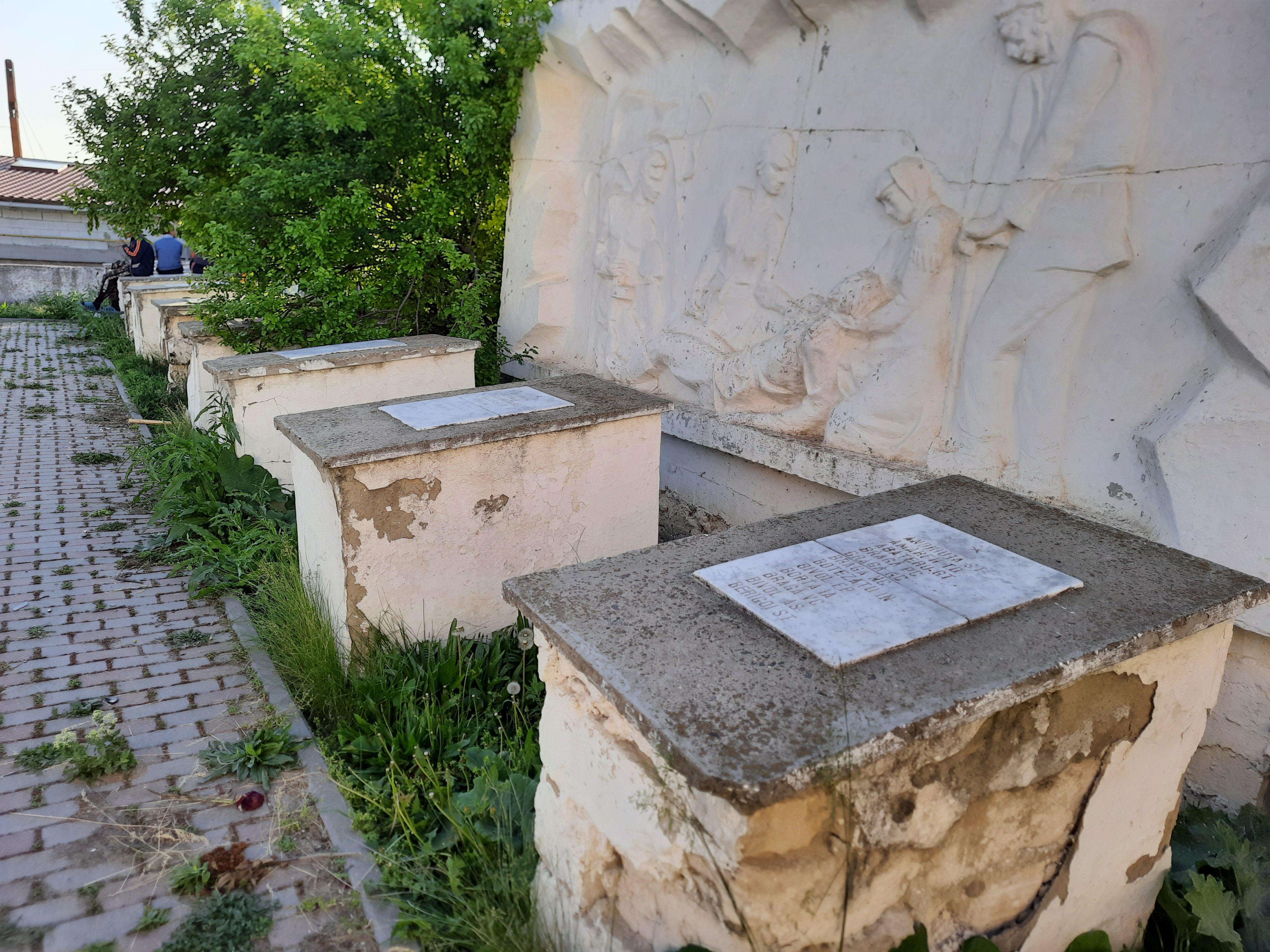
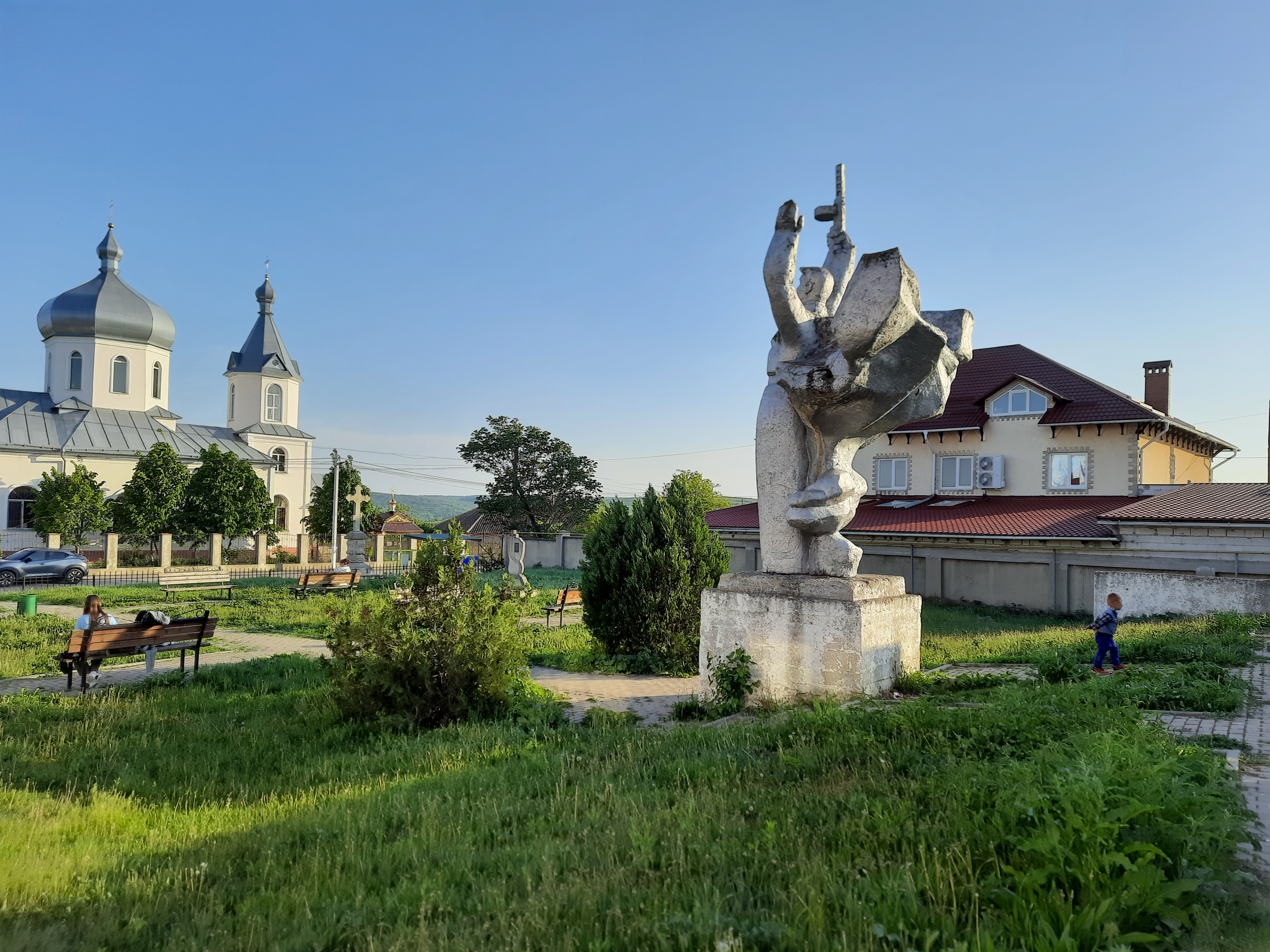
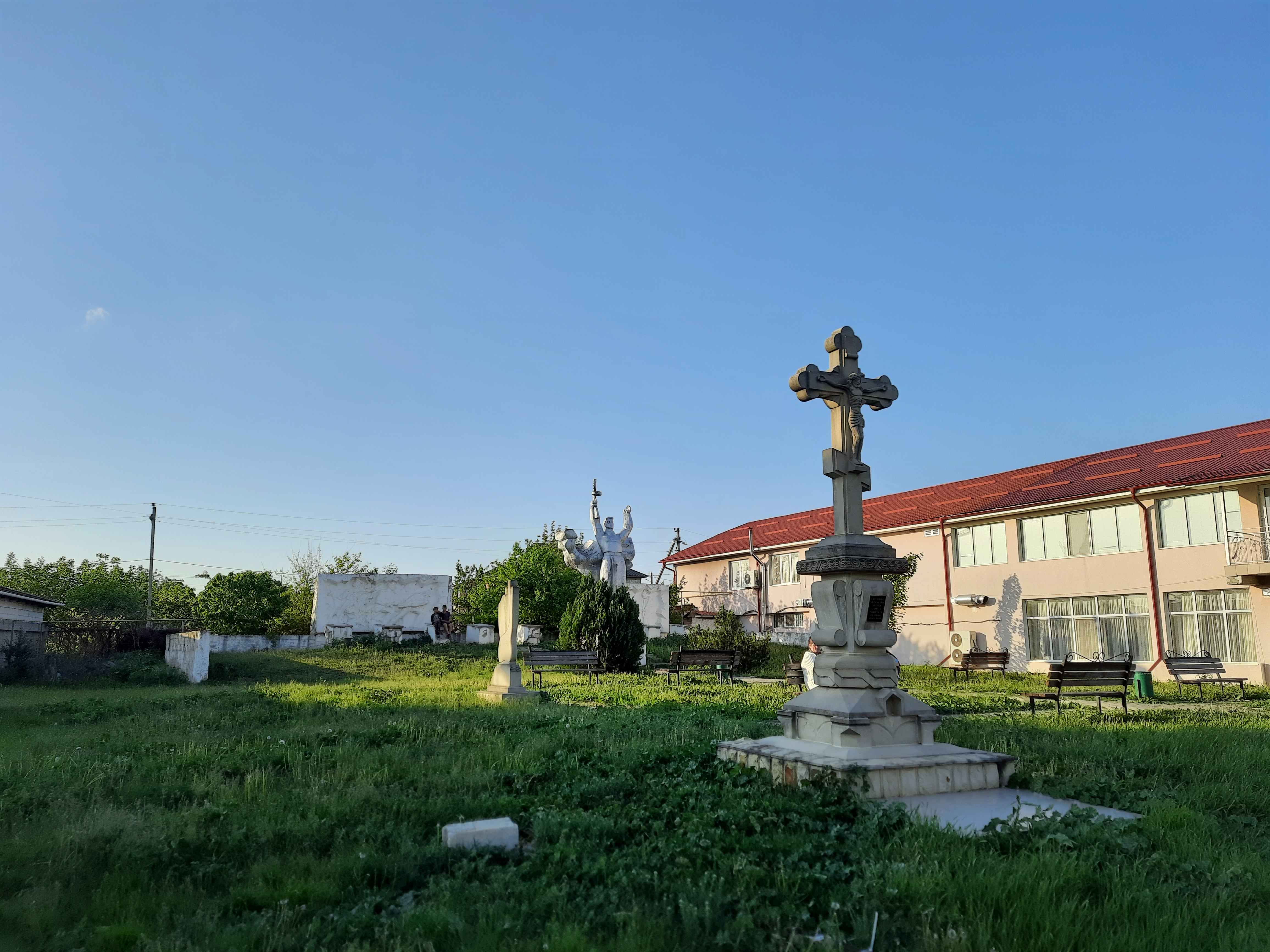

Biserica „Sf. Arhangheli Mihail și Gavriil” din localitate, monument ocrotit de stat.
Memorialul consătenilor căzuți în Al Doilea Război Mondial.
Alte locuri

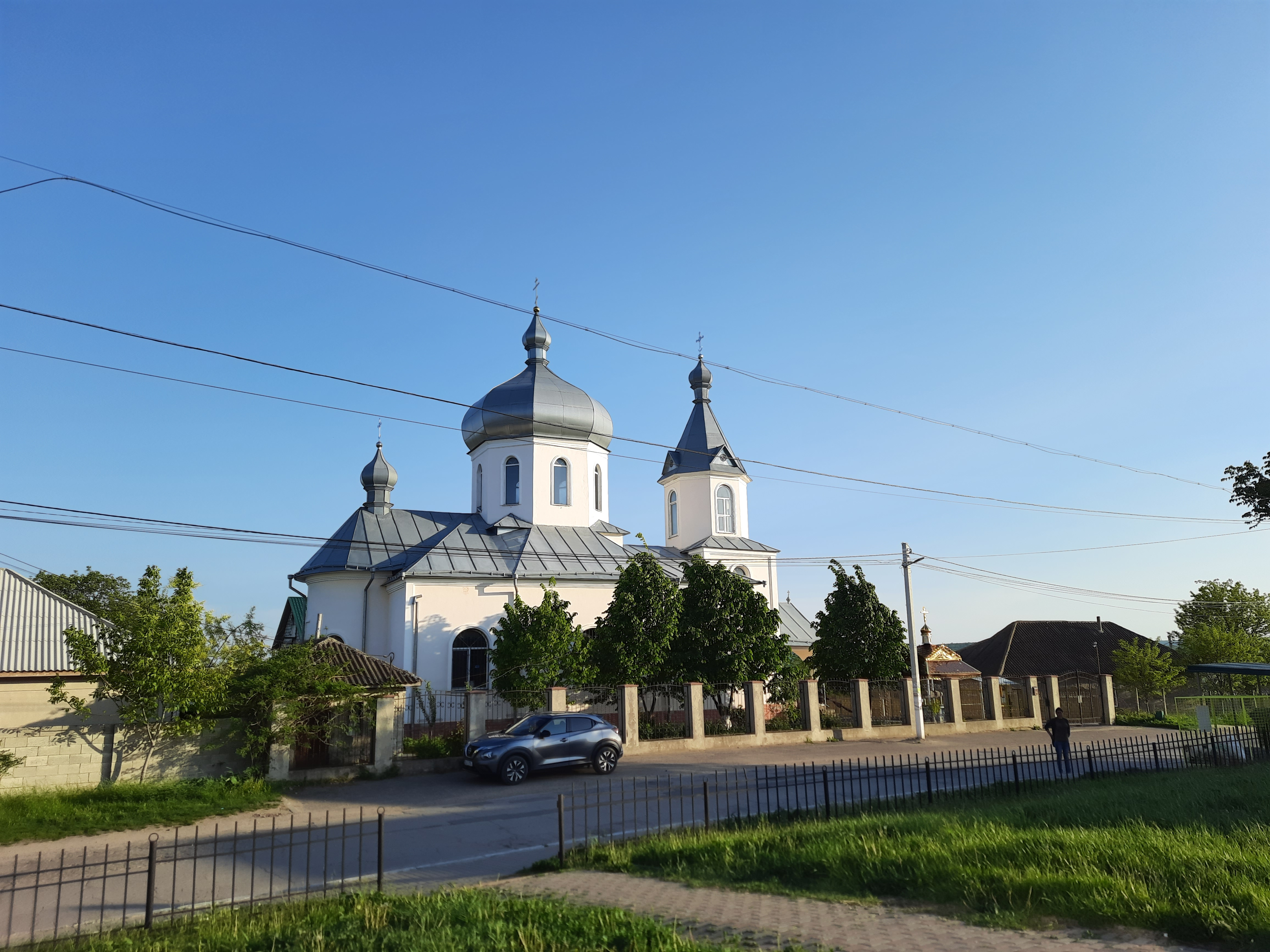
O altă biserică din sat.
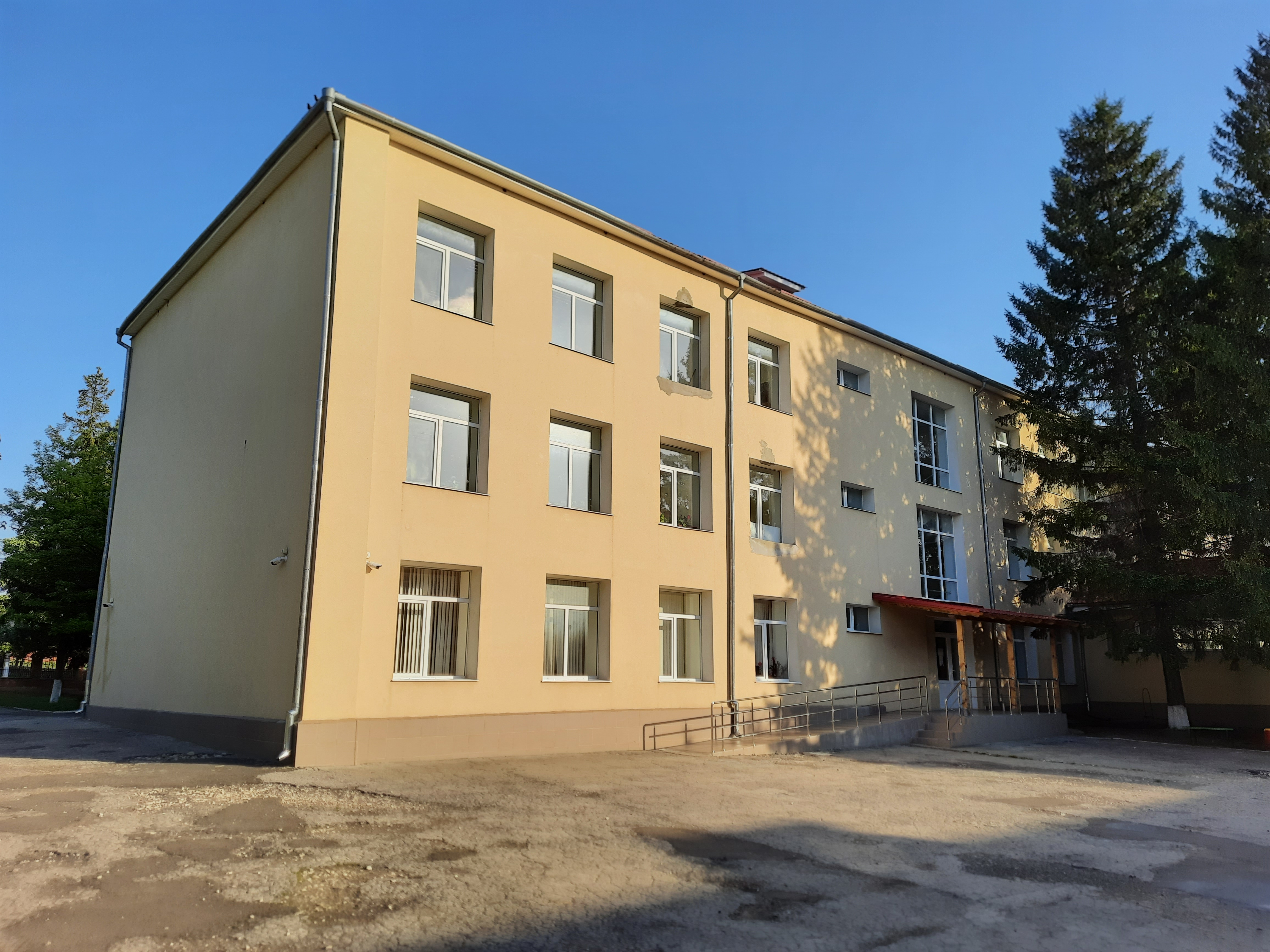
Liceul din localitate.
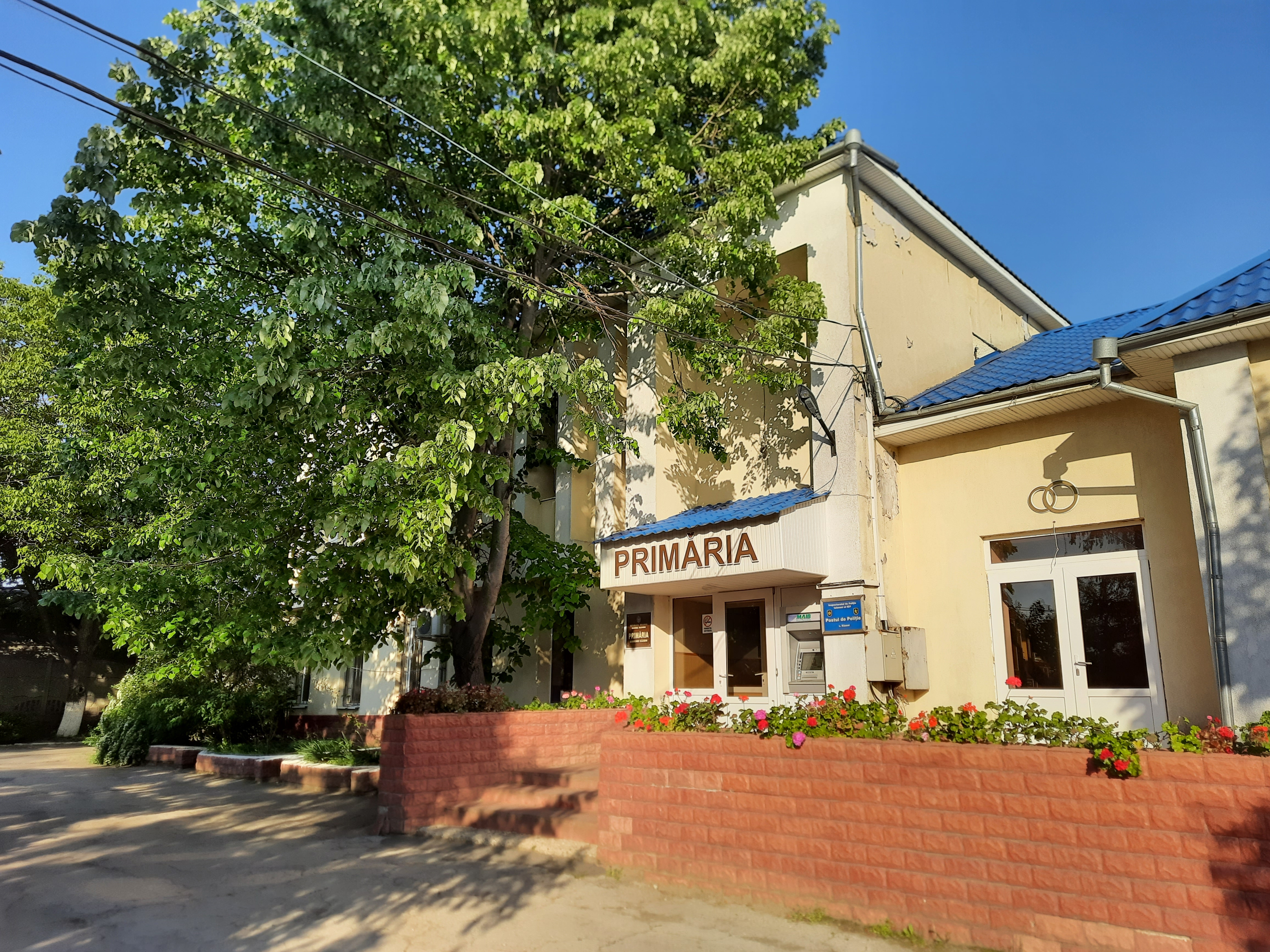
Primăria.

## Personalități
- Elena Alistar  (1873–1955), medic și om politic român, care a făcut parte din Sfatului Țării din Basarabia. Își urmează soțul devenit preot și activează ca învățătoare începând cu anul 1890 în localitățile Văleni, Roșu, Zărnești din jud. Cahul și Răzeni, jud. Chișinău.
- Ion Pelivan (1876–1954), personalitate politică importantă, a dus o activitate febrilă împotriva rusificării Basarabiei de către imperiul țarist, locțiitor de judecător al orașului Bălți și creatorul primei grupări naționale din acest oraș, iar mai tîrziu și deținutul politic. Membru al Sfatului Țării.
- Ion Inculeț (1884–1940), om politic român, fizician, președinte al Sfatului Țării, ministru, membru titular al Academiei Române.
- Dimitrie Balaur (1903–1996), preot ortodox, traducător de literatură creștină, victimă a regimului comunist, între anii 1959-1964 a fost închis la închisorile din Jilava, Gherla, în Delta Dunării, în Balta Brăilei și Periprava.

## Localități înfrățite
- Măgurele, Ilfov
- Bârnova, Iași (din 26 iunie 2004)[3]
- Doștat, Alba (din 11 aprilie 2016)